# Water Polo Arena
Water Polo Arena var en anläggning som användes vid Olympiska sommarspelen 2012 som hölls i London, Storbritannien. Den låg i det sydöstra hörnet av Olympiaparken, vid Aquatics Centre och mitt emot Olympiastadion på andra sidan Waterworks River.
Arenan var en temporär byggnad som påbörjades under våren 2011 och stod klar 13 månader senare. Under spelen användes arenan till tävlingar för herrar och damer i vattenpolo. Den innehöll två bassänger, en som var 37 meter lång och avsedd för själva matcherna samt en mindre bassäng för uppvärmning.
Water Polo Arena låg i direkt anslutning till Aquatics Centre och för att spara plats delade de båda arenorna vissa utrymmen, bland annat för media och sändningar, catering och säkerhet.
Detta var den första arena endast avsedd för vattenpolo som någonsin har byggts för ett olympiskt spel. Efter OS monterades den ner och delar av den kommer troligen att återanvändas på någon annan plats.
Biljetterna till matcherna var slutsålda redan innan spelen började. Själva turneringen i vattenpolo startade 29 juni, 2 dagar efter invigningen av spelen. Inför spelen arrangerades 3-6 maj 2012 en träningsturnering, London Water Polo International, med damlandslagen från Australien, Storbritannien, Ungern och USA. Turneringen TV-sändes och det var drygt 4 000 biljetter sålda till varje dag och både arrangören och hemmanationens lag såg det som ett bra test inför turneringen vid själva spelen.